# مسلة بحرية
المسلّات البحرية (بالإنجليزية: Sea Stacks)‏، يعتبر تكوّن المسلّات البحرية خطوة لاحقة لتكوّن الأقواس البحرية، فباستمرار فعل الأمواج البحرية، ترق أسقف الأقواس، وتتسع الأقواس من تحتها، فلا تلبث أن تنهار الأسقف، مخلّفة تجاه البحر عمودا من الصخر يبدو كمسلّة قاعدتها عريضة متآكلة، ورأسها مدبّب مسنّن.

## صخور هاري القديمة

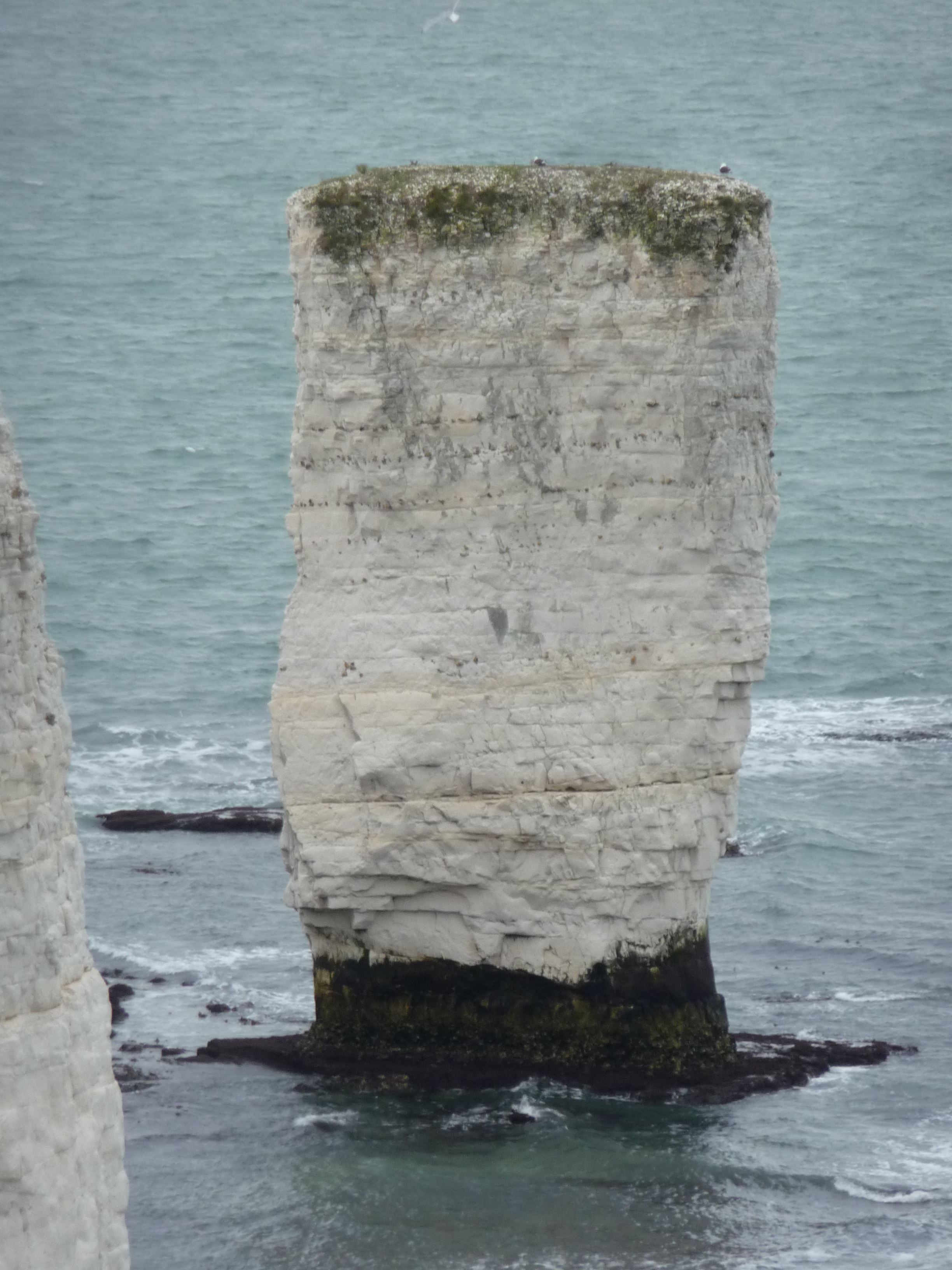
صخرة هاري القديمة

هما عبارة عن مسلّتان من الصخر الطباشيري تقعان في ساحل دورست جنوب إنجلترا وتتخذ علامة للنهاية الشرقية لساحل جوراسي المنحدرات تتكوّن من الصخور الطباشيري مع بعض حجر الصوان. بدأت المسلّة البحرية بالتآكل بانتظام بفعل أمواج البحر وفي القرن 18 كان الناس يستطيعون المشي من بر الساحل إلى صخور هاري وهي المسلّة البحرية إلى آخرها بالقرب من البحر.

## لانج آنا
هي معلم شهير لجزيرة هليجولاند الصغيرة في ألمانيا الواقعة في بحر الشمال الجزيرة كانت أكبر كثير ولكن قامت الأمواج ببطء إزالة كل الصخور فوق سطح البحر. الأمواج صنعت أشكال جميلة من الكهوف وأشباه الجزر مع أقواس في الأسفل عندما انهار القوس البحرية تبقّت المسلّة البحرية بارتفاع 47 متر (154 قدم) سنة 1868 في الربيع تتغطّى بالطيور التي تأتي إلى الصخرة للتكاثر.

## صخرة الشراع
صخرة الشراع أو Parus Rock هي مسلّة كبيرة من الصخر الرملي تقع شاطئ البحر الأسود في روسيا تنَاسُب حجم الصخرة مدهش حيث أن سمكها أكثر قليلا من 1 متر وارتفاع 25 متر و20 متر طول شكل الصخرة عبارة عن شراع مركب وهو سبب تسميتها. فوق الأرض يوجد ثقب محتمل تكونه نتيجه لنيران المدفعية في حرب القوقاز.

## صخرة كيكر

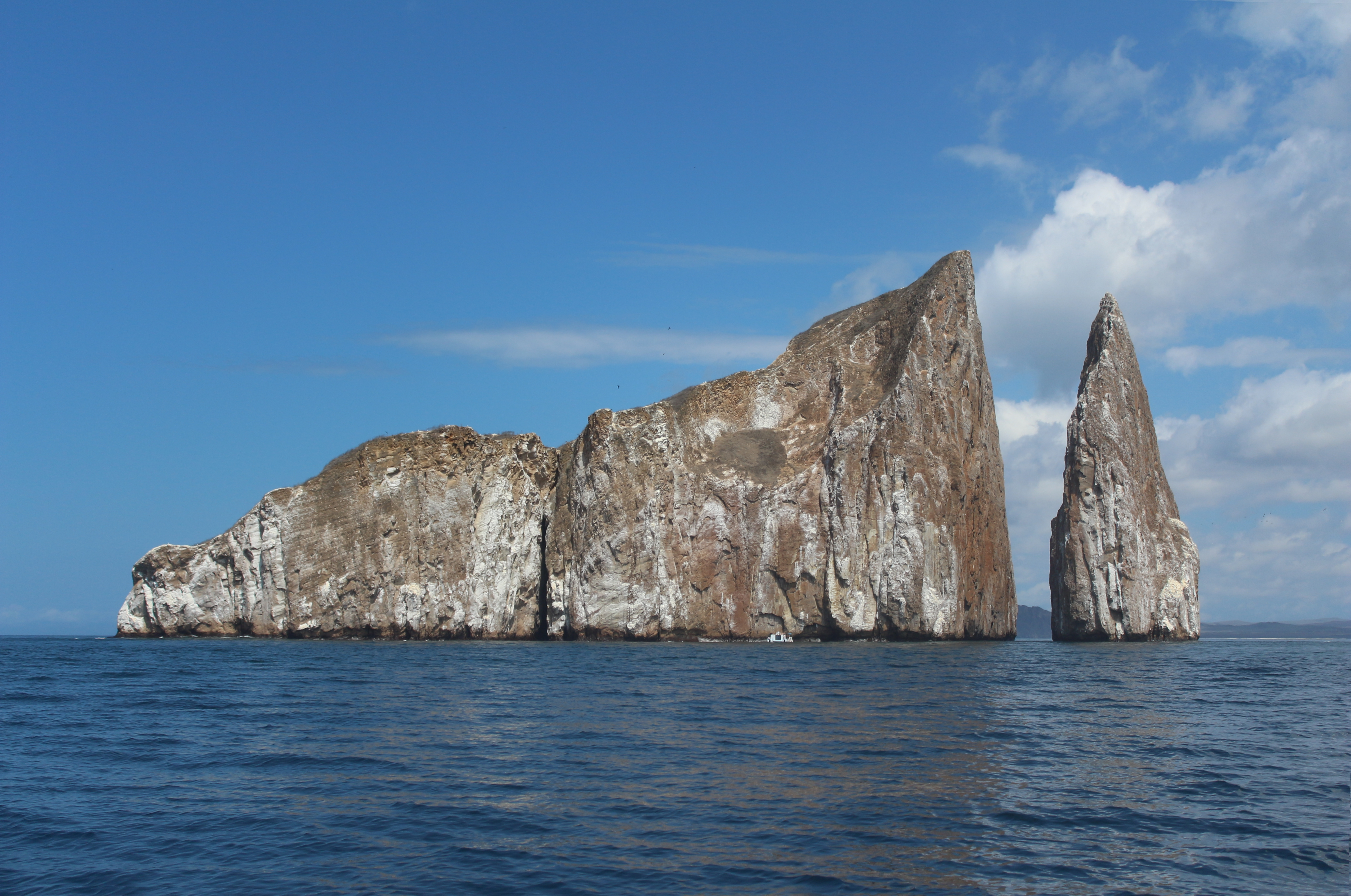
صخرة كيكر، أو الأسد النائم

وتسمى أيضاً الأسد النائم وهي وجهة الغوص الشعبية على الجانب الغربي من جزيرة سان كريستوبال، الصخرة تمثل مخروطاً من الحمم البركانية، وهي منقسمة إلى جزئين. يمر بينهما تيار معتدل من المياه يجذب أسماك القرش ( المطرقه وغلابوس). وهي أيضاً موطن لمستعمرة لعدد كبير من طيور البحر.

## مسلة بحر باكو
يقع منتزه باكو الوطني في سراوق، وهي ولاية في شرق ماليزيا في جزيرة بورنيو. قد خلقت ملايين السنين من تآكل الحجر الرملي خط ساحلي من المنحدرات الحادة، والمنحدرات الخلابة والبحر وتمتد من الخلجان الرملية. المعلم الأكثر شهرة في الحديقة الوطنية لباكو هي كومة البحر أمام شاطئ جميل من باندان كيسيل، الذي يشبه رأس الكوبرا الخارج من الماء. الحديقة هي أيضا موطن لقرد خرطوم خطر للغاية والمعروف عنهم أنوفهم كبيرة.

## صخرة كومة القش

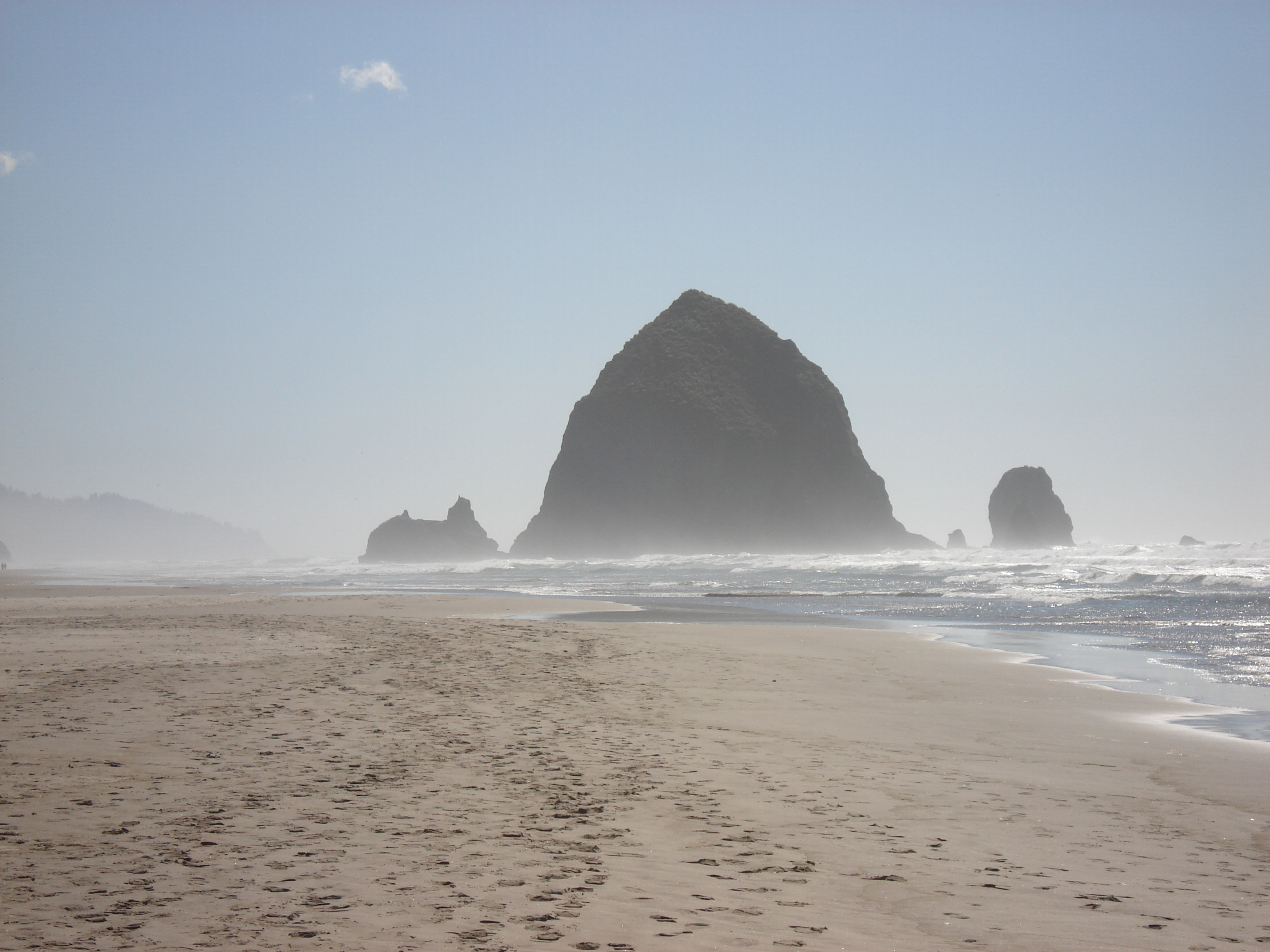
صخرة كومة القش

ترتفع إلى 72 مترا (235 قدم) تقع في شاطئ المدفع في ولاية أوريغون الصخرة موطن لكثير من من طيور بغرز البفن والنورس، والغاق. وهي مقصد سياحي شهير ويمكن الوصول إليها على الأقدام خلال الجزر. وكثير من الناس تحاصر على الصخرة خلال المد.

## كو تابو
كو تابو (جزيرة المسمار) ارتفعها 20 مترا (66 قدم) تقع في خليج بان ناه في تايلاند، أصبح كو تابو من المعالم السياحية الشهيرة منذ ظهرت في فيلم جيمس بوند الرجل ذو المسدس الذهبي في عام 1974، ولهذا السبب، أيضا كثيرا ما يشار إليها باسم جزيرة جيمس بوند. في عام 1997، عاد جيمس بوند إلى خليج بان ناه في فيلم غدا لا يموت.

## ريسين أوغ كيللينغين
هي عبارة عن مكدسين بحريين على الساحل الشمالي لجزيرة ايستوري في جزر فارو الواقعة في أرخبيل في أقصى شمال أوروبا بين البحر النرويجي والمحيط الأطلسي الشمالي في منتصف المسافة بين السويد وآيسلندا. اسم المسلة ريسين أوغ كيللينغين (Risin og Kellingin ) يعني العملاق و الساحرة وتشير إلى أسطورة قديمة عن أصلهم. طول العملاق 71 مترا (233 قدم ) يتكدس بعيدا عن الشاطئ. وكيللينغين ( Kellingin ) الساحرة يبلغ طولها 68 مترا ( 223 قدم ) بالقرب من الشاطئ. يتوقع الجيولوجيون أن الساحرة كيللينغين التي تقف على قدمين سوف تسقط في البحر في خلال العقود القليلة القادمة أثناء العواصف الشتوية.

## عجوز هوي
يبلغ ارتفاع صخرة الرجل الكبير من هوي 137 مترا (449 قدما) ويتكون من الحجر الرملي الأحمر على الساحل الغربي من جزيرة هوي. في جزر أوركني في اسكتلندا. في الخرائط المرسومة في الفترة من 1600 إلى 1750 تظهر المنطقة كلسان بلا مسلّة لذلك ربما يكون عمر مسلّة الرجل العجوز هو 400 عام. هناك مؤشرات على قرب انهياره. مكدس البحر أو المسلّة هي وجهة مشهورة لتسلّق الصخور وتم تسلّقها لأول مرة سنة 1966، حيث تسلقه كريس بونينجتون وريستي بيلي وتوم باتي.

## الرسل الإثني عشر

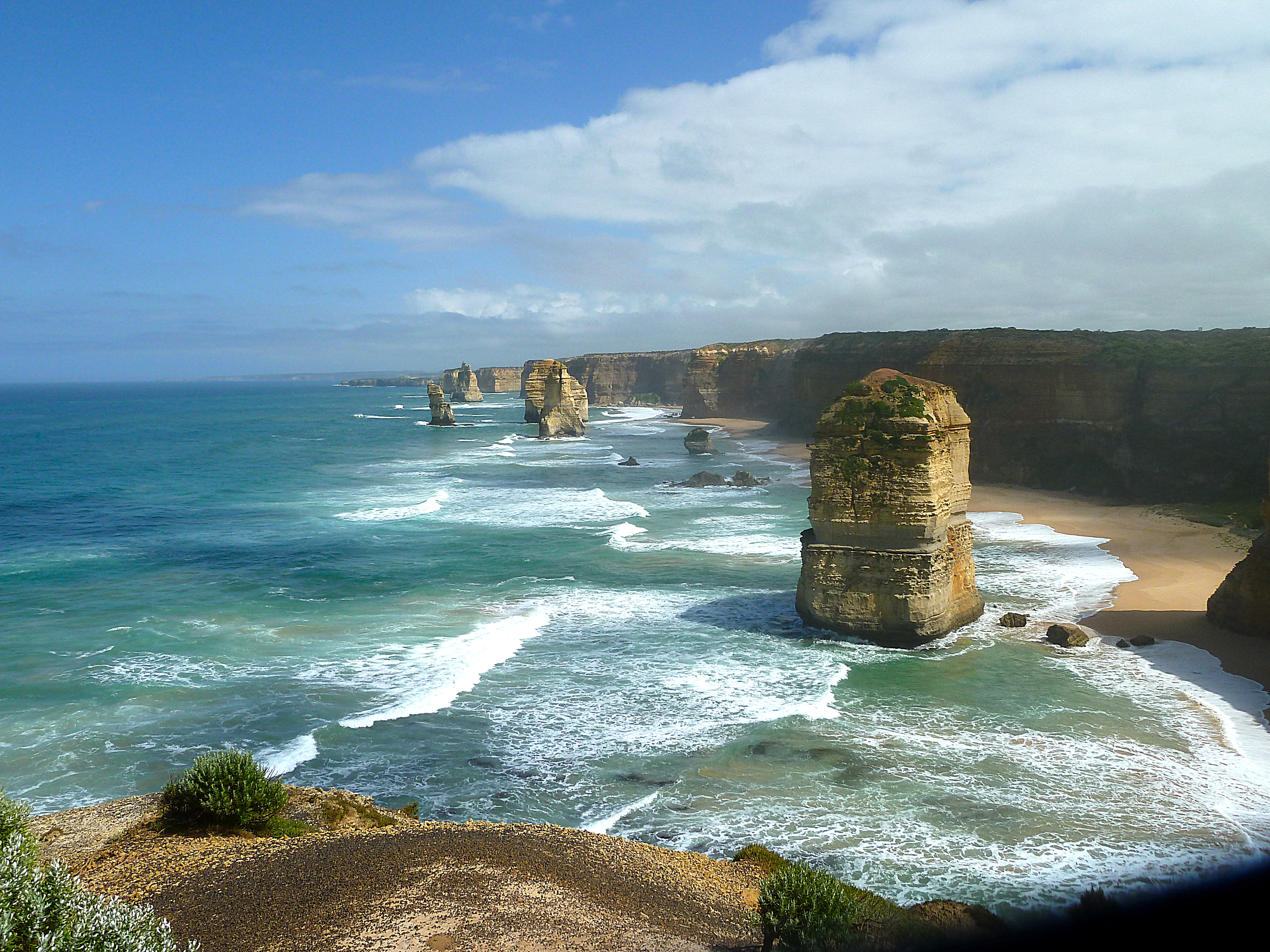
الرسل الاثني عشر

الرسل الإثني عشر هي مكدسات جيرية كبيرة، تشكلت نتيجة للتآكل بسبب المطر والرياح والبحار. تقع على طول طريق المحيط العظيم في فكتوريا في أستراليا، وعلى الرغم من الاسم يوجد فقط 8 رسل من الإثني عشر انهارت أحدها وكان ارتفاعها 50 مترا ( 164 قدما ) في 2005. ويمكن العثور على أعشاش البطريق الصغيرة في الكهوف تحت الرسل الإثني عشر.